# 카릴 케인
카릴 케인(Khalil Kain, 1964년 11월 22일 ~ )은 미국의 배우, 텔레비전 배우이다.
맨해튼에서 태어났다.

## 영화
- 러브 오버보드 (2012년) - 러셀 역
- 컬러드 걸스 (2010년) - 빌 역
- 바다스 (2003년)
- 투팍 - 부활 (2003년) - 본인 역
- 리얼리티 체크 (2002년)
- 본즈 (2001년)
- 인터밋 비트레이얼 (1999년)
- 피스톨 저스티스 (1999년)
- 러브 존스 (1997년)
- 블라인드 (1995년)
- 르네상스 맨 (1994년) - Pvt. 루즈벨트 나다니엘 홉스 역
- 프렌즈 (1994년)
- 리빙 싱글 (1993년)
- 돌아온 이탈자 2 (1992년)